# Emma Booth (ginete)
Emma Booth (nascida em 8 de junho de 1991) é uma cavaleira paralímpica australiana.
Representou seu país, Austrália, nos Jogos Paralímpicos de Verão de 2016 no Rio de Janeiro, onde terminou em terceiro lugar na competição individual mista - grau II, e foi integrante da equipe australiana que terminou em nono na competição por equipes.

## Detalhes
Booth nasceu no ano de 1991. Atualmente, mora em Langwarrin, no estado de Vitória.
No dia 7 de abril de 2013 se envolveu num acidente de carro quando estava voltando para Melbourne após competir nos Ensaios de Cavalo de Albury com sua amiga Courtney Fraser. No caminho, um caminhão derrapa e colide em dois carros. A mulher que dirigia um dos carros foi morta. Tanto Fraser quanto Booth sofreram lesões quase fatais. Além da cabeça, abdominal e lesões na perna, a medula espinhal de Booth foi danificada e ela ficou paraplégica; além disso, sofreu fratura no joelho, nas costelas e no esterno. Elas foram tratadas no Hospital Real de Melbourne.